# Bachhrawan
Bachhrawan là một thị xã và là một nagar panchayat của quận Rae Bareli thuộc bang Uttar Pradesh, Ấn Độ.

## Địa lý
Bachhrawan có vị trí 26°29′B 81°07′Đ / 26,48°B 81,12°Đ Nó có độ cao trung bình là 116 mét (380 foot).

## Nhân khẩu
Theo điều tra dân số năm 2001 của Ấn Độ, Bachhrawan có dân số 11.879 người. Phái nam chiếm 52% tổng số dân và phái nữ chiếm 48%. Bachhrawan có tỷ lệ 67% biết đọc biết viết, cao hơn tỷ lệ trung bình toàn quốc là 59,5%: tỷ lệ cho phái nam là 75%, và tỷ lệ cho phái nữ là 60%. Tại Bachhrawan, 15% dân số nhỏ hơn 6 tuổi.